# Évangéliaires de Garima
Les Évangéliaires de Garima sont deux manuscrits enluminés conservés au monastère d'Abba Garima (en), à 5 km de la ville d'Adoua, dans la région du Tigré, dans le Nord de l'Éthiopie. Datés entre le Ve et le VIIe siècle, ils sont parmi les plus anciens manuscrits des évangiles au monde.

## Historique
Le monastère d'Abba Garima a été fondé vers 500 par le moine du même nom, dans cette région du nord de l'Éthiopie actuelle. Selon la tradition, le moine aurait été le rédacteur de deux manuscrits des évangiles, toujours conservés par le monastère, bien que celui-ci ait été abandonné pendant plusieurs siècles. Les manuscrits sont observés par Beatrice Playne dans les années 1950 qui les rapproche d'après leur style des évangiles de Rabula, manuscrit syriaque daté de 586. En 1960, Jules Leroy le rapproche, toujours sur des critères stylistiques, des manuscrits arméniens, géorgiens et byzantins des Xe et XIe siècles et propose cette même datation pour les manuscrits de Garima. 
En 2006, un programme est lancé par le Ethiopian Heritage Fund pour leur conservation, achevé en 2013. Une analyse au carbone 14 est alors effectuée, sous la direction de l’anthropologue français Jacques Mercier, chercheur au CNRS, permettant de donner une fourchette de datation de leurs parchemin : le manuscrit I est daté entre 550 et 660 apr. J.-C. tandis que le manuscrit 2 est daté entre 390 et 570, ce qui donnerait une date moyenne vers 530. Ils se rapprochent ainsi de la date des évangiles de Rabula. À cette occasion, une restauration des manuscrits est effectuée : les pages sont ré-assemblées dans l'ordre original et reliées, avec une reliure renforcée. En 2012, un musée est ouvert à l'extérieur du monastère, permettant de les présenter, en compagnie des autres pièces du trésor de l'établissement monastique. 

## Description

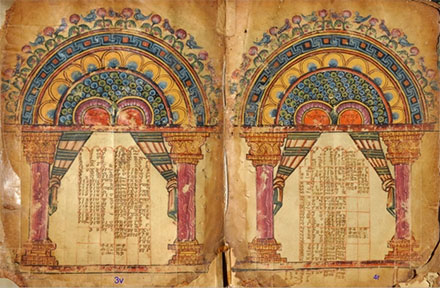
Pages des canons de concordances.

Chaque évangéliaire contient sur 400 pages les quatre évangiles rédigés en guèze, la langue liturgique de l'Église orthodoxe éthiopienne. Les deux manuscrits contiennent une version légèrement différente. Le premier contient une série de 10 illustrations proches de celles des évangiles de Rabula. Le second contient des pages de canons de concordances, ainsi que le portrait des quatre évangélistes proches de l'enluminure copte. La miniature du temple de Jérusalem représente l'une des plus anciennes représentations de l'art chrétien.